# Yungavolucris brevipedalis
Yungavolucris brevipedalis (Юнгаволукріс) — викопний вид енанціорносових птахів. Мешкав наприкінці крейди близько 70-65 млн років тому. Скам'янілі рештки знайдені у пластах формації Lecho в Аргентині. Рештки включають 6 неповних кісток ніг. Птах був розміром з дрозда. Вважається ближчим до авізаврів, ніж до інших енанціорносових.

## Етимологія
Назва Yungavolucris brevipedalis перекладається з латини як «птах Юнги коротконогий».